# Демченко Микола
Микола Демченко (1870 — 1920?) — слобідський співець.

## Життєпис
Народився у Золочеві Харківської губернії, згодом перебрався у с. Дементіївку Деркачівського повіту. Ходив «на пару» із незрячим стихівничим. Виконував звичайний для слобідських співців репертуар. У 20-х роках XX ст. був іще живим. Обставини смерті невідомі.